# Koninklijke Belgische Vereniging voor Entomologie
De Koninklijke Belgische Vereniging voor Entomologie (KBVE) - Société royale belge d'entomologie (SRBE) is een meertalige vereniging voor entomologie. Door zijn activiteiten wil de vereniging bijdragen tot de ontwikkeling van de wetenschappelijke kennis van insecten en bij uitbreiding andere geleedpotigen.
De vereniging werd op 9 april 1855 opgericht als een wetenschappelijk genootschap (société savante). De KBVE-SRBE is een vereniging zonder winstoogmerk (vzw) met een meertalig bestuur en met hoofdzetel in het Koninklijk Belgisch Instituut voor Natuurwetenschappen in Brussel. Er bestaat een hechte samenwerking tussen de vereniging en de entomologische afdeling van het museum. De Belgische vereniging groepeert zowel professionele biologen als amateurs en organiseert vergaderingen, bijeenkomsten, symposia, veldonderzoek, excursies en educatieve projecten. Gedurende haar bestaan werd een collectie, archief en referentiebibliotheek opgebouwd.
Er wordt actief gepubliceerd met de Bulletin - de la Société royale belge d'Entomologie - van de Koninklijke Belgische Vereniging voor Entomologie (1887 tot heden) en de Belgian Journal of Entomology Online (2013 tot heden). Sinds 1962 wordt jaarlijks de Prijs Adolphe Crèvecoeur toegekend voor werken en studies uit de lopende publicaties van de KBVE-SRBE die een opmerkelijke bijdrage leveren aan de kennis van insecten. In het verleden bracht de vereniging meer publicaties uit. De Annales werden gebundeld uitgegeven met de Bulletin (Bulletin et Annales - ...) maar versmolten in 1998 tot de Bulletin. De Belgian Journal of Entomology werd van 1999 tot 2009 gedrukt uitgegeven. Na een korte pauze van drie jaar werd de publicatie opnieuw, maar uitsluitend digitaal, heropgestart. De Mémoires kenden vanaf 1895 een onregelmatige verschijning en werden inmiddels stopgezet.
Het samenstellen van overzichten en soortenlijsten blijft een belangrijk onderdeel van haar werking. Over diverse geleedpotigen werden over de jaren heen catalogussen gepubliceerd in zowel de Annales, Mémoires, Bulletin en de Belgian Journal of Entomology. Sinds haar oprichting streeft de vereniging naar het samenstellen van een soortenlijst voor de keverfauna van België. Pas recent werd dit werk voltooid met inbreng van talrijke specialisten in binnen- en buitenland, professioneel als niet-professioneel. In 2025 werd de Checklist of the beetles from Belgium (Coleoptera) op het tweejaarlijks Symposium van de vereniging voorgesteld.
Naast een internationaal wetenschappelijke benadering richt de vereniging zich ook op toegankelijke initiatieven. Haar expertise komt van pas bij deelname aan bioblitzes, tentoonstellingen, uitwerken van presentaties en rondleidingen voor scholen. De vereniging is een organiserende partner van de Insectenweek en participeert aan Nerdland Festival.

## Leden
Enkele opmerkelijke leden van de Koninklijke Belgische Vereniging voor Entomologie (KBVE).
- Ernest Candèze (1827-1898), Belgische arts en entomoloog - Elateridae
- Jean-Baptiste Capronnier (1814-1891), Belgische glas-in-loodmaker en entomoloog - Lepidoptera
- Jules Colbeau (1823-1881), Belgische malacoloog en stichtend lid als secretaris
- Adolphe Crèvecoeur (1895-1959), Belgische entomoloog - Hymenoptera
- Joseph Delève, Belgische entomoloog - Dryopidae en Elmidae
- Abel Dufrane (1880-1960), Belgische entomoloog - Lepidoptera
- Maurice Goetghebuer (1876-1962), Belgische entomoloog - Diptera
- Gustaaf Hulstaert (1900-1990), Belgische missionaris en entomoloog - insecten algemeen, vooral Lepidoptera
- Jean-Charles Jacobs (1821-1907), Belgische arts en entomoloog, stichtend lid - Hymenoptera en Diptera
- Sergius Kiriakoff (1898-1984), Russisch-Belgische entomoloog - Lepidoptera
- Victor Lallemand (1880-1965), Belgische arts en entomoloog - specialist Auchenorrhyncha (cicaden)
- Auguste Lameere (1864-1942), Belgische entomoloog - Coleoptera
- Alfred Preudhomme de Borre (1833-1905), Belgische zoöloog, opstarter en curator nationale collectie geleedpotigen
- Jules Putzeys (1809-1882), Belgische magistraat en entomoloog - Coleoptera
- Willem Roelofs (1822-1897), Nederlands kunstschilder en entomoloog, stichtend lid - Coleoptera
- François Roffiaen (1820-1898), Belgische kunstschilder en entomoloog - Coleoptera
- Edmond de Selys Longchamps (1813-1900), Belgisch senator en natuuronderzoeker, stichtend lid als voorzitter
- Jules Tosquinet (1824-1902), Belgisch arts, botanicus en entomoloog - Ichneumonidae
- Philippe Vandermaelen (1795-1869), Belgische cartograaf en geograaf, stichtend lid
- Constantin Wesmael (1798-1872), Belgische entomoloog en bij de stichting de eerste erevoorzitter - Braconidae en Ichneumonidae

## Varia
- Het wetenschappelijk genootschap werd als de Société entomologique belge opgericht op 9 april 1855. Op 26 augustus 1855 werden de statuten opgesteld. In dezelfde vergadering werd besloten om leden die nog voor 24 september 1855 zouden toetreden te beschouwen als stichtende leden. De vereniging kent omwille van dit artikel 29 stichtende leden.
- Sinds haar oprichting in 1855 is de vereniging enkele keren van naam veranderd. Bij het honderdjarig bestaan in 1955 mocht het genootschap de titel 'koninklijk' toevoegen aan haar benaming. In 1972 werd de Nederlandstalige benaming ingevoerd.
  - (1855-1863)   Société entomologique belge
  - (1864-1954)   Société entomologique de Belgique
  - (1955-1972)   Société royale d'entomologie de Belgique
  - (1972-heden)  Société royale belge d'Entomologie - Koninklijke Belgische Vereniging voor Entomologie
- Het logo van de Koninklijke Belgische Vereniging voor Entomologie is sinds haar oprichting een bijenkorf, met hierrond een aantal bijen. Een levendige bijenkorf draagt de symbolische functie van vlijt. Bijen zijn bovendien insecten waardoor de link wordt gelegd met de entomologische werking van de vereniging

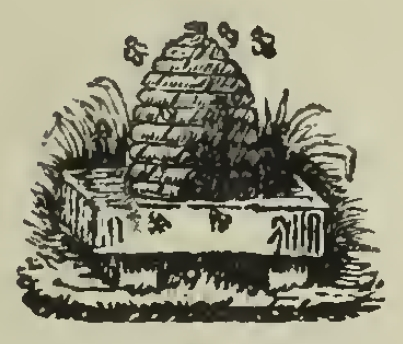
Het eerste logo van de Société Entomologique Belge uit 1857.